# Galeria Valeria
Galeria Valeria est la fille de l'empereur Dioclétien. En 293, elle épouse le César Galère, qui règne comme César jusqu'en 305 et comme Auguste jusqu'en 311.

## Biographie
Fille de Dioclétien et son épouse Prisca, elle est nommée Valeria. En 293, elle se marie avec Galère quand celui-ci est choisi par son père comme « empereur auxiliaire ».
Ce mariage, organisé pour renforcer les liens entre les deux empereurs, nécessite le divorce de Galère et de sa première épouse.
Galeria est élevée au titre d'Augustae et Mater Castrorum en novembre 308.
N'ayant pas eu d'enfant de Galère, Galeria Valeria adopte le fils illégitime de son mari, Gaius Valerius Candidianus, né en Thessalonique autour de 297.
Bien que Galère, anti-chrétien, applique les édits de persécution des chrétiens, elle marque des sympathies envers leur foi.
À la mort de Galère, en 311, Galeria Valeria et sa mère sont placées sous la protection du nouvel empereur Licinius. Les deux femmes, cependant, s'enfuient et se réfugient auprès de Maximin II Daïa, dont la fille a été fiancée à Candidianus.
Maximinus propose le mariage à Valéria qui refuse. Il les fait alors arrêter et les confine en Syrie. Il confisque également leurs biens.
À la mort de Maximinus, Licinius ordonne la mort de Valéria, qui prend la fuite et vit dans la clandestinité pendant un an. Retrouvée à Thessalonique en Grèce, elle est capturée par la foule et décapitée sur la place centrale de la ville. Sa mère, l'ex-impératrice Prisca, partage son sort. Les corps de la mère et de la fille sont jetés dans la mer juste après leur supplice (ca 314).

## Source
- (en) "Prisca, Galeria Valeria, and Candidianus", s.v. "Diocletian", De Imperatoribus Romanis.